# Germano José de Salles

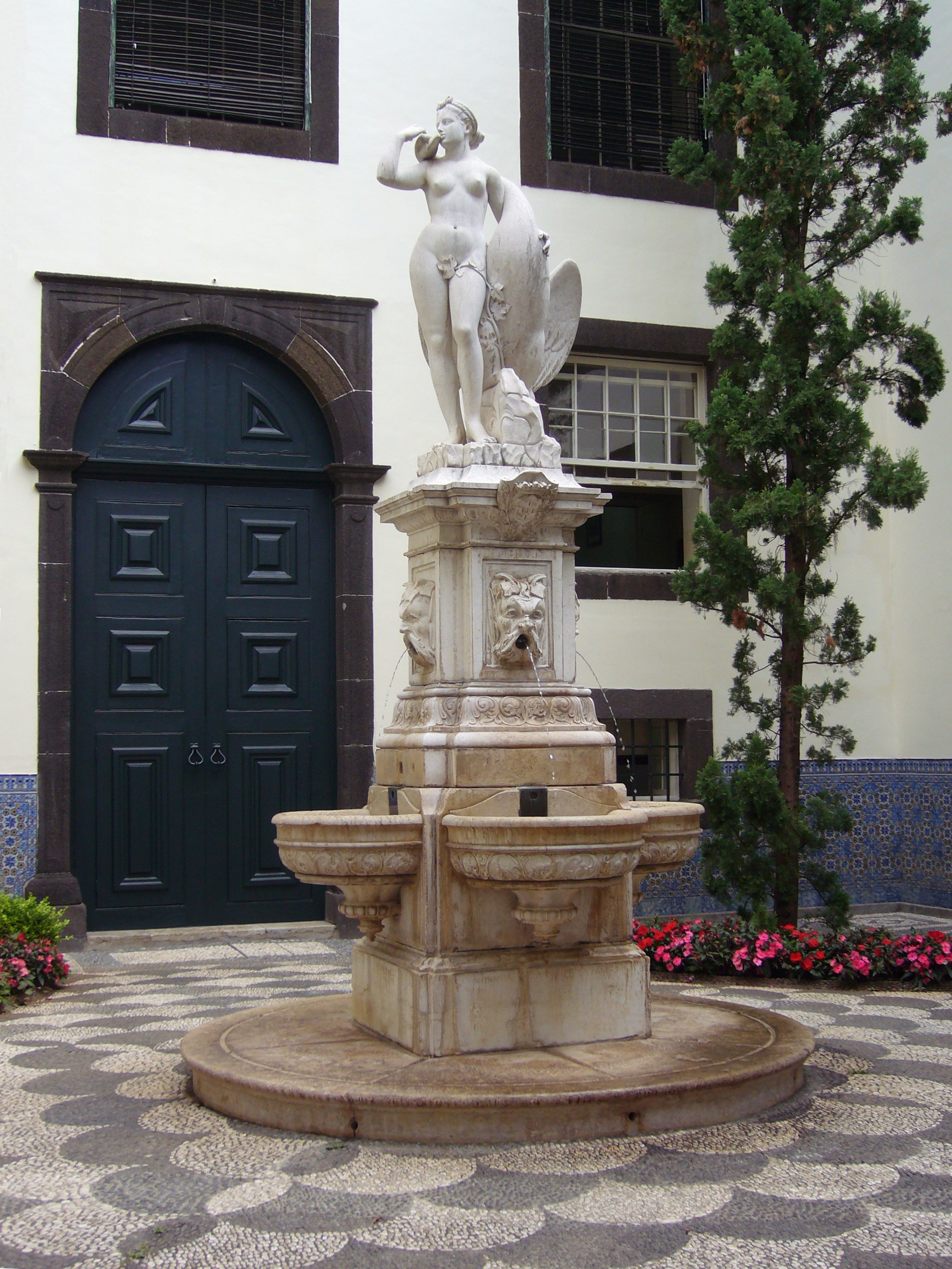
Fonte de Leda e o Cisne, Funchal, Ilha da Madeira

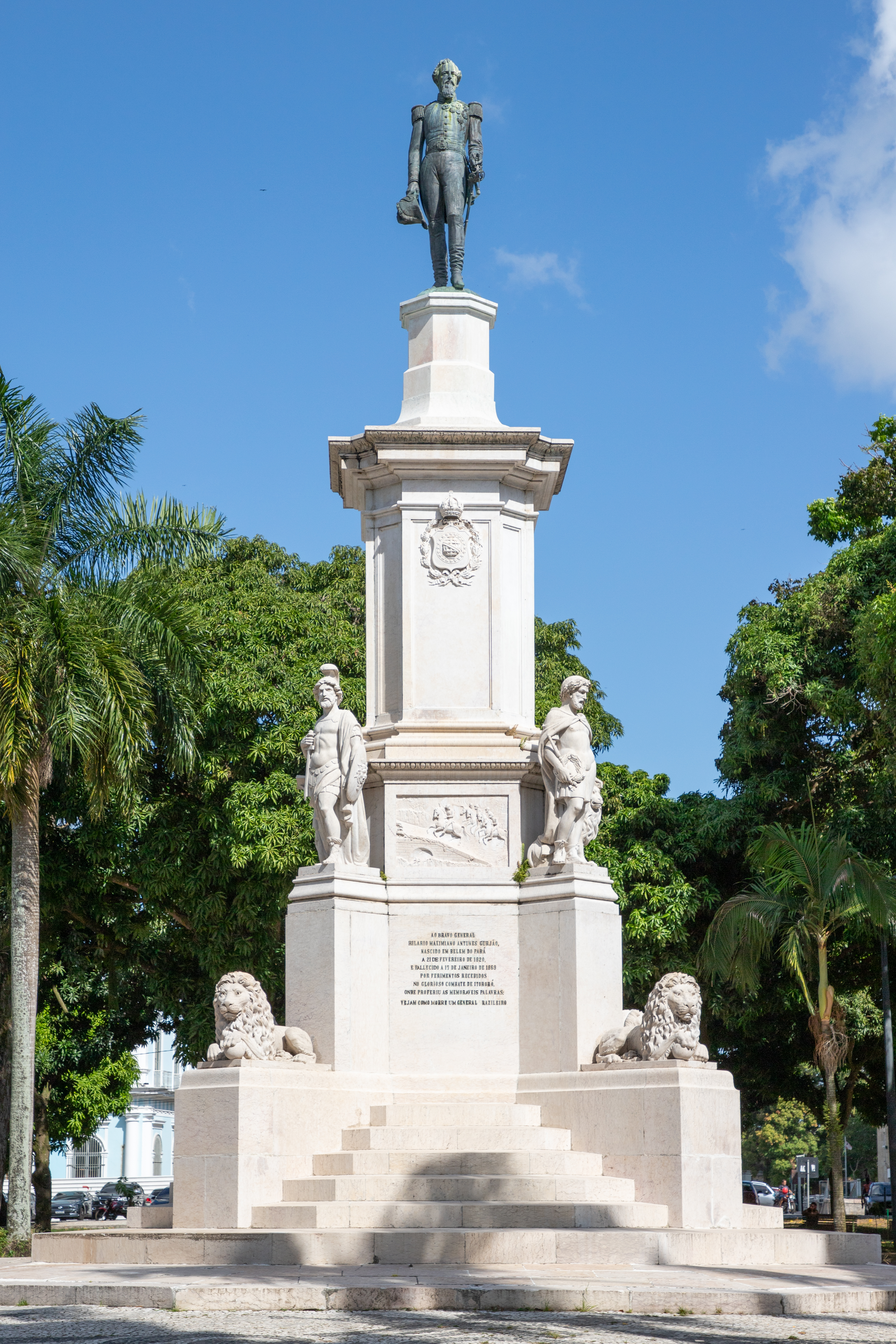
Monumento ao General Gurjão, 1882. Praça Dom Pedro II, Belém, Pará, Brasil.

Germano José de Salles (Zambujal, São Domingos de Rana, 23 de novembro de 1827 — Paço de Arcos, 21 de setembro de 1902) foi um escultor português, dono das oficinas Germano José de Salles & Filhos (que se situavam na Rua do Arsenal, 134 a 136, em Lisboa). Esculpiu várias obras em Portugal e no estrangeiro, tais como a estátua de D. Pedro IV, no Rossio, o pedestal da estátua do Marquês de Sá da Bandeira, na Praça D. Luís I, o Escudo Nacional da Gare da Estação Central dos Caminhos de Ferro de Maputo, em Moçambique, e a estátua de Bocage, em Setúbal. Foi também um dos principais autores de trabalhos de cantaria e ornato nos cemitérios de Lisboa, durante o século XIX.
Filho do canteiro Francisco de Salles e de sua mulher, D. Ângela Maria dos Santos Salles, casou em São Domingos de Rana, em 17 de janeiro de 1853, com D. Maria do Rosário de Barros, com quem teve vários filhos.

## Lista de Obras Conhecidas
- Pedestal da estátua de D. Pedro IV, Praça D. Pedro IV, Lisboa (1870);
- Escudo Nacional da Gare da Estação Central dos Caminhos de Ferro de Maputo, Moçambique;
- Pedestal da estátua do Marquês de Sá da Bandeira, Praça D. Luís I, Lisboa;
- Coluna e estátua de Bocage, Praça Bocage, Setúbal;
- Monumento ao General Gurjão, Praça D. Pedro II, Belém-Pará (1882);
- Cantaria da fachada do Gabinete Português de Leitura do Rio de Janeiro;
- Estátua de Leda e o Cisne, Mercado Municipal D. Pedro V.